# Pieter Boddaert
Pieter Boddaert (Middelburg, 1730 o 1733 – Utrecht, 6 de maig de 1795) va ser un metge i naturalista neerlandès.
Boddaert era fill d'un poeta i jurista de Middelburg que tenia el mateix nom (1694–1760). Pieter fill va obtenir el 1764 el seu doctorat en medicina a la Universitat d'Utrecht, on va esdevenir professor d'història natural. Es conserven 14 cartes de la seva correspondència amb Carl von Linné d'entre 1768 i 1775. Era amic d'Albert Schlosser, del qual en va descriure el seu gabinet de "curiositats" (objectes d'història natural). El 1783 va publicar 50 exemplars d'una clau d'identificació del Planches enluminees d'Edmé-Louis Daubenton's, assignant noms científics a les plaques. Donat que molts d'aquests van els primers noms científics proposats, encara segueixen en ús.
El 1785 va publicar l'obra Elenchus Animalium, la qual incloïa el primer nom binomial d'una sèrie de mamíferes, en els que destaquen el Quaga i el Tarpan.